# グンダー・グンダーセン
グンダー・グンダーセン（Gunder Gundersen、1930年9月12日 - 2005年7月2日）はノルウェー、アーケシュフース県アスケー出身の元ノルディック複合選手。

## プロフィール
1954年ノルディックスキー世界選手権で銀メダルを獲得、1958年ノルディックスキー世界選手権では銅メダルを獲得した。また1960年スコーバレーオリンピックでは11位となっている。
ホルメンコーレン大会では1952年、1959年、1960年と3度優勝（1959年はスヴェレ・ステネルセンと同点優勝）し、1959年のホルメンコーレン・メダルを受章した。
引退後はノルディック複合競技の技術委員となり、1980年レークプラシッドオリンピックでは技術部長を務めた。
2005年7月2日、オスロにて死去。74歳没。

## グンダーゼン方式
彼の名はノルディック複合競技の競技方式であるグンダーセン方式でよく知られている。
従来は前半ジャンプの得点に後半クロスカントリースキーのタイムを得点に換算して合計していたが、クロスカントリースキーのベストタイムを220点としてそこから減算するため競技が終了するまで順位が分かりにくいものだった。
彼が考案したこの方式はまず前半ジャンプを行い、そのポイント差をタイムに換算し、後半クロスカントリーではジャンプの成績が良かった順から換算したタイム差をつけて後続が次々とスタート、トップでゴールした選手が優勝となる。
グンダーセン方式は1985年から採用されており、ジャンプ1点当たりのタイム差は現在に至るまで変更が重ねられている。